# قطع أجير الشطرنجية
قطع أجير الشطرنجية هي قطع شطرنج من العصور الوسطى مصنوعة من الكريستال مصممة تجريديا على الطراز الإسلامي، ويعود تاريخها إلى 1071 بمدينة أجير بكونتية أورغل حيث كانت ملكا للنبيل أرنو مير دي توست.

## معرض الصور

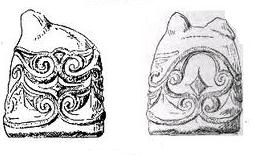
الحصان
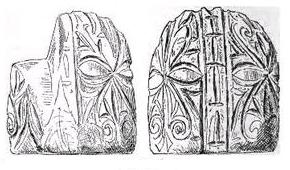
الفرز سلف الملكة
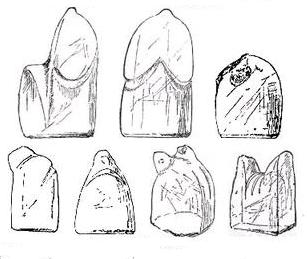
البيدق
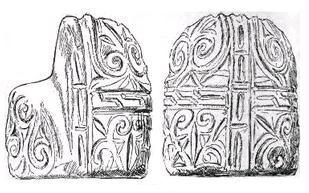
الملك
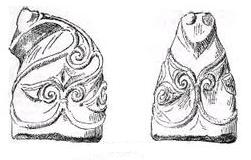
الفيل سلف الفيل
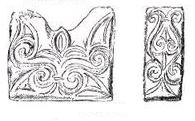
القلعة

## روابط خارجية
- قطع أجير في موقع تاريخ الشطرنج